# Olof Bjurström
Bengt Olof Allan Bjurström, född 1944 i Säby församling, Jönköpings län, är en svensk militär.
Olof Bjurström är son till köpmannen Allan Bjurström och Alice Johansson. Han blev officer 1968, kapten vid Svea artilleriregemente 1972, major 1979 samt chef för officerskursen för artilleriet 1982. Bjurström blev artillerilärare vid infanteriskjutskolan 1984, överstelöjtnant och bataljonschef vid Gotlands artilleriregemente, chef för arméstabens artilleriavdelning och var överste och chef för Gotlands artilleriregemente.